# Mulazzano
Mulazzano (Mülasàn in dialetto lodigiano) è un comune italiano di 5 870 abitanti della provincia di Lodi in Lombardia.

## Origini del nome
Il nome deriva da Mulatius o Mulacius, personaggio romano.

## Storia
Nel Medioevo Mulazzano seguì le sorti di Lodi. Nel 1546 il feudo venne venduto ai principi Tassis, napoletani residenti a Milano, e nel 1685 passò ai Magnani. In età napoleonica (1809-16) al comune di Mulazzano furono aggregate Cassino d'Alberi, Virolo e Isola Balba, ridivenute autonome con la costituzione del Regno Lombardo-Veneto.
Successivamente, al comune di Mulazzano fu aggregata nel 1841 Virolo, e nel 1869 Cassino d'Alberi, Isola Balba e Quartiano.

### Simboli
Lo stemma e il gonfalone sono stati concessi con decreto del presidente della Repubblica del 29 giugno 1982.
Il gonfalone è un drappo di giallo.

## Monumenti e luoghi d'interesse
L'edificio di maggiore interesse è la Villa d'Adda, che pare risalire al lontano 1294; oggi è adibita a casa padronale di agricoltori ed è stata ampiamente rimaneggiata.

## Società

### Evoluzione demografica
Abitanti censiti

### Etnie e minoranze straniere
Al 31 dicembre 2008 gli stranieri residenti nel comune di Mulazzano erano 398, pari al 7,09% della popolazione. Le nazionalità più rappresentate erano:
1. Romania, 86
2. Marocco, 59
3. Bulgaria, 42
4. India, 32
5. Albania, 24

## Geografia antropica
Il territorio comunale comprende, oltre al capoluogo, le località di Quartiano, Cassino d'Alberi, Casolta, Mongattino, Roncomarzo, Cascina Isola Balba e cascine sparse.

## Economia
Mulazzano ha un'economia in parte agricola (circa una ventina di aziende) e in parte industriale, con imprese di piccole e medie dimensioni. Non manca comunque il pendolarismo verso Milano.

## Amministrazione
Segue un elenco delle amministrazioni locali.
| Periodo | Periodo  | Primo cittadino         | Partito | Carica  | Note |
| ------- | -------- | ----------------------- | ------- | ------- | ---- |
| 1945    |          | Luigi Bombelli          |         | Sindaco |      |
| 1945    |          | Rinaldo Carminati       |         | Sindaco |      |
| 1946    | 1951     | Rinaldo Della Giovanna  |         | Sindaco |      |
| 1951    | 1955     | Alessandro Epis         |         | Sindaco |      |
| 1955    | 1958     | Florindo Mondani        |         | Sindaco |      |
| 1958    | 1970     | Maria Giovanna Canzi    |         | Sindaco |      |
| 1970    | 1971     | Pietro Ribolini         |         | Sindaco |      |
| 1971    | 1975     | Angelo Ferrari          |         | Sindaco |      |
| 1975    | 1980     | Primo Brusoni           |         | Sindaco |      |
| 1980    | 1995     | Roberto Miglio          |         | Sindaco |      |
| 1995    | 1999     | Nicolangelo Signori     |         | Sindaco |      |
| 1999    | 2009     | Ferruccio Maria Stroppa |         | Sindaco |      |
| 2009    | 2019     | Abele Guerini           |         | Sindaco |      |
| 2019    | 2024     | Silvia Giudici          |         | Sindaco |      |
| 2024    | in corso | Micheal Gola            |         | Sindaco |      |

## Sport
Il Calcio è lo sport più diffuso e la Polisportiva Dilettantistica ATLETICO QMC è la realtà più affermata sul territorio. Opera su tre campi di calcio in tre differenti paesi: Quartiano, Mulazzano e Cervignano d'Adda le cui iniziali danno origine al nome della società. Partecipa sia a campionati di settore giovanile che a campionati dilettantistici. 
Ha sede nel comune anche la società di calcio S.S. Union Mulazzano, che ha disputato campionati dilettantistici regionali.
Nel 2024 viene fondata la Mulazzanese, società calcistica che militerà nel campionato di Terza categoria di Lodi.